# مدار ۵ درجه شمالی
مدار ۵ درجه شمالی، دایره‌ای از عرض جغرافیایی است که در ۵ درجهٔ شمالی خط استوا  قرار دارد.

## گذر از مناطق
| مختصات‌ها                                           | کشور، قلمرو یا دریا   | توضیحات |
| -------------------------------------------------- | --------------------- | --- |
| ۵°۰′ شمالی ۰°۰′ شرقی / ۵٫۰۰۰°شمالی ۰٫۰۰۰°شرقی      | اقیانوس اطلس          | Bight of Benin |
| ۵°۰′ شمالی ۵°۲۶′ شرقی / ۵٫۰۰۰°شمالی ۵٫۴۳۳°شرقی     | نیجریه                | |
| ۵°۰′ شمالی ۸°۴۱′ شرقی / ۵٫۰۰۰°شمالی ۸٫۶۸۳°شرقی     | کامرون                | |
| ۵°۰′ شمالی ۱۴°۴۱′ شرقی / ۵٫۰۰۰°شمالی ۱۴٫۶۸۳°شرقی   | جمهوری آفریقای مرکزی  | |
| ۵°۰′ شمالی ۱۹°۱۴′ شرقی / ۵٫۰۰۰°شمالی ۱۹٫۲۳۳°شرقی   | جمهوری دموکراتیک کنگو | |
| ۵°۰′ شمالی ۱۹°۵۳′ شرقی / ۵٫۰۰۰°شمالی ۱۹٫۸۸۳°شرقی   | جمهوری آفریقای مرکزی  | |
| ۵°۰′ شمالی ۲۴°۱۸′ شرقی / ۵٫۰۰۰°شمالی ۲۴٫۳۰۰°شرقی   | جمهوری دموکراتیک کنگو | |
| ۵°۰′ شمالی ۲۴°۳۸′ شرقی / ۵٫۰۰۰°شمالی ۲۴٫۶۳۳°شرقی   | جمهوری آفریقای مرکزی  | |
| ۵°۰′ شمالی ۲۵°۸′ شرقی / ۵٫۰۰۰°شمالی ۲۵٫۱۳۳°شرقی    | جمهوری دموکراتیک کنگو | |
| ۵°۰′ شمالی ۲۷°۲۹′ شرقی / ۵٫۰۰۰°شمالی ۲۷٫۴۸۳°شرقی   | سودان جنوبی           | |
| ۵°۰′ شمالی ۳۵°۴۹′ شرقی / ۵٫۰۰۰°شمالی ۳۵٫۸۱۷°شرقی   | اتیوپی                | |
| ۵°۰′ شمالی ۴۵°۳′ شرقی / ۵٫۰۰۰°شمالی ۴۵٫۰۵۰°شرقی    | سومالی                | |
| ۵°۰′ شمالی ۴۸°۱۶′ شرقی / ۵٫۰۰۰°شمالی ۴۸٫۲۶۷°شرقی   | اقیانوس هند           | Passing between Southern Maalhosmadulhu Atoll و Horsburgh Atoll, مالدیو · گذرکردن از شمال جزیرهٔ Kaashidhoo, مالدیو |
| ۵°۰′ شمالی ۹۵°۲۱′ شرقی / ۵٫۰۰۰°شمالی ۹۵٫۳۵۰°شرقی   | اندونزی               | جزیرهٔ سوماترا |
| ۵°۰′ شمالی ۹۷°۴۴′ شرقی / ۵٫۰۰۰°شمالی ۹۷٫۷۳۳°شرقی   | تنگه مالاکا           | |
| ۵°۰′ شمالی ۱۰۰°۲۴′ شرقی / ۵٫۰۰۰°شمالی ۱۰۰٫۴۰۰°شرقی | مالزی                 | |
| ۵°۰′ شمالی ۱۰۳°۱۹′ شرقی / ۵٫۰۰۰°شمالی ۱۰۳٫۳۱۷°شرقی | دریای جنوبی چین       | |
| ۵°۰′ شمالی ۱۱۴°۵۵′ شرقی / ۵٫۰۰۰°شمالی ۱۱۴٫۹۱۷°شرقی | برونئی                | On the جزیرهٔ بورنئو |
| ۵°۰′ شمالی ۱۱۵°۷′ شرقی / ۵٫۰۰۰°شمالی ۱۱۵٫۱۱۷°شرقی  | Brunei Bay            | |
| ۵°۰′ شمالی ۱۱۵°۲۷′ شرقی / ۵٫۰۰۰°شمالی ۱۱۵٫۴۵۰°شرقی | مالزی                 | صباح, جزیرهٔ بورنئو |
| ۵°۰′ شمالی ۱۱۸°۵۲′ شرقی / ۵٫۰۰۰°شمالی ۱۱۸٫۸۶۷°شرقی | دریای سلب             | Passing north of the Sibutu islands, فیلیپین · Passing between the جزیرهٔ Bongao و Simunul, فیلیپین |
| ۵°۰′ شمالی ۱۲۰°۰′ شرقی / ۵٫۰۰۰°شمالی ۱۲۰٫۰۰۰°شرقی  | فیلیپین               | جزیرهٔ Bilatan |
| ۵°۰′ شمالی ۱۲۰°۱′ شرقی / ۵٫۰۰۰°شمالی ۱۲۰٫۰۱۷°شرقی  | دریای سلب             | گذرکردن از جنوب جزیرهٔ Banaran و Mantabuan, فیلیپین |
| ۵°۰′ شمالی ۱۲۵°۲۳′ شرقی / ۵٫۰۰۰°شمالی ۱۲۵٫۳۸۳°شرقی | اقیانوس آرام          | Passing between the جزیرهٔ سونسورول و Pulo Anna, پالائو · گذرکردن از جنوب Satawan و کوسرائی atolls, ایالات فدرال میکرونزی · Passing between Namdrik و Ebon atolls, جزایر مارشال · گذرکردن از شمال Teraina atoll, کیریباتی · گذرکردن از جنوب جزیره کوکوس, کاستاریکا |
| ۵°۰′ شمالی ۷۷°۲۲′ غربی / ۵٫۰۰۰°شمالی ۷۷٫۳۶۷°غربی   | کلمبیا                | |
| ۵°۰′ شمالی ۶۷°۴۸′ غربی / ۵٫۰۰۰°شمالی ۶۷٫۸۰۰°غربی   | ونزوئلا               | |
| ۵°۰′ شمالی ۶۰°۳۵′ غربی / ۵٫۰۰۰°شمالی ۶۰٫۵۸۳°غربی   | برزیل                 | رورایما |
| ۵°۰′ شمالی ۵۹°۵۹′ غربی / ۵٫۰۰۰°شمالی ۵۹٫۹۸۳°غربی   | Disputed area         | Controlled by گویان, ادعا شده توسط ونزوئلا |
| ۵°۰′ شمالی ۵۸°۵۰′ غربی / ۵٫۰۰۰°شمالی ۵۸٫۸۳۳°غربی   | گویان                 | |
| ۵°۰′ شمالی ۵۷°۴۲′ غربی / ۵٫۰۰۰°شمالی ۵۷٫۷۰۰°غربی   | سورینام               | حدود 7km |
| ۵°۰′ شمالی ۵۷°۳۸′ غربی / ۵٫۰۰۰°شمالی ۵۷٫۶۳۳°غربی   | گویان                 | حدود 6km |
| ۵°۰′ شمالی ۵۷°۳۴′ غربی / ۵٫۰۰۰°شمالی ۵۷٫۵۶۷°غربی   | سورینام               | حدود 8km |
| ۵°۰′ شمالی ۵۷°۳۰′ غربی / ۵٫۰۰۰°شمالی ۵۷٫۵۰۰°غربی   | گویان                 | حدود 12km |
| ۵°۰′ شمالی ۵۷°۲۴′ غربی / ۵٫۰۰۰°شمالی ۵۷٫۴۰۰°غربی   | سورینام               | |
| ۵°۰′ شمالی ۵۴°۲۶′ غربی / ۵٫۰۰۰°شمالی ۵۴٫۴۳۳°غربی   | فرانسه                | گویان فرانسه |
| ۵°۰′ شمالی ۵۲°۲۵′ غربی / ۵٫۰۰۰°شمالی ۵۲٫۴۱۷°غربی   | اقیانوس اطلس          | |
| ۵°۰′ شمالی ۹°۲′ غربی / ۵٫۰۰۰°شمالی ۹٫۰۳۳°غربی      | لیبریا                | |
| ۵°۰′ شمالی ۷°۳۲′ غربی / ۵٫۰۰۰°شمالی ۷٫۵۳۳°غربی     | ساحل عاج              | |
| ۵°۰′ شمالی ۵°۵۶′ غربی / ۵٫۰۰۰°شمالی ۵٫۹۳۳°غربی     | اقیانوس اطلس          | خلیج گینه |
| ۵°۰′ شمالی ۲°۴۰′ غربی / ۵٫۰۰۰°شمالی ۲٫۶۶۷°غربی     | غنا                   | |
| ۵°۰′ شمالی ۱°۳۸′ غربی / ۵٫۰۰۰°شمالی ۱٫۶۳۳°غربی     | اقیانوس اطلس          | Bight of Benin |